# コジャノメ
コジャノメ（小蛇目、学名 Mycalesis francisca）は、チョウ目（鱗翅目）タテハチョウ科ジャノメチョウ亜科に分類されるチョウの一種。

## 分布
東アジア・東南アジア（日本、朝鮮半島、台湾、中国（東北部から中南部）、ベトナム、タイ、ミャンマーおよびヒマラヤ）に分布する。
日本では東北地方南部から四国・九州（対馬・種子島・屋久島を含まない）にかけて分布する。青森県などでは迷蝶として観察されることがある。
日本および朝鮮半島産は亜種 perdiccas Hewitson, [1862]　とされている。

## 特徴
大きさはモンシロチョウほど。後翅裏面に眼状紋が 7つ、比較的はっきり表れる点で判別される場合があるが、これには地域差・季節差がある。翅表は一様に茶褐色で、前翅後縁左右に一対の大きな眼状紋、その上に2～3個の眼状紋がある。
ヒメジャノメに似るが、本種は翅裏の地色が濃く、白色帯は円弧を描きやや紫藍色がかる（ヒメジャノメでは黄色がかる）ところで区別される。また本種は北海道にはいない。
暗く陰気なイメージであるが、茶色の濃淡に金環の眼状紋を乗せた翅はなかなか気品がある。が、この眼状紋をもつがゆえに鳥などに襲われることも。

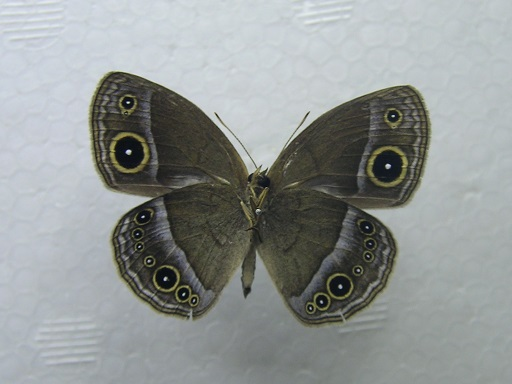
夏型では眼状紋が大きくなり、明色帯の外と内での地色差はほとんどなくなる

## 生活史
成虫は、暖地では 5月上旬から 9月頃にかけて見られ、年2化。地域によっては年3化の場合もある。
低地から山地までで見られるが、高山帯などの寒冷地や都市化した地域では見られず、生息地は森林とその付近に限られる。
カブトムシなどを採りに密林や藪に入ると、低い位置をちらちら飛んでいるのを見かける。チョウらしからず暗い所を好み、花には見向きもせず樹液や鳥糞に群がる。
クロヒカゲと同じように、薄暗い樹海などに生息するが、クロヒカゲがある程度高所を敏捷に飛ぶのに対し、本種は草の合間を縫うように低く飛ぶ。また、長時間長距離飛ぶことを嫌い、すぐ止まる傾向がある。
幼虫の食草はチヂミザサ、カヤツリグサなどのタケ・ササ類およびススキなどのイネ科植物。幼虫で越冬する。